# Уэхара, Аи
Аи Уэхара (яп. 上原亜衣) — бывшая японская порноактриса, ютубер.

## Карьера
Начала сниматься в порнографии в 19 лет.
В 2013 году была названа японским онлайн-магазином DMM.com «самой продаваемой актрисой года». В 2014 году была удостоена престижной японской премии в сфере порно-индустрии DMM ADULT AWARD как лучшая актриса.
Также в 2014 году сыграла роль персонажа, названного в честь самой себя, в видеоигре Yakuza 0. Аи — вторая по счету хостес платинового уровня, которую может нанять Мадзима Горо в свой кабаре-клуб. В игре можно также встретить видео с ней в жанре легкой эротики, если собрать необходимое количество соответствующих телефонных карточек.
В марте 2015 года начала сниматься в порнофильмах без мозаики — порнофильмах, распространяемых в цифровом формате и ориентированных преимущественно на зарубежную аудиторию.
20 мая 2016 года в своём твиттере заявила о том, что покидает порнобизнес.
В 2019 году Аи Уэхара открыла свой канал на YouTube.

## Фильмография
- Red Hot Jam 180 (2011)
- Anal Debut Maid (2012)
- Anal Doll (2012)
- Double Paipan Splash (2012)
- Fuck With The Biggest Dick (2012)
- Hypnosis Addiction (2012)
- Maid Sister (2012)
- Shy Girl’s Sex (2012)
- Real Nurse AV Debut (2012)
- Story of Outdoor Rape (2012)
- 100 Creampie (2013)
- 100 Shots Drinker (2013)

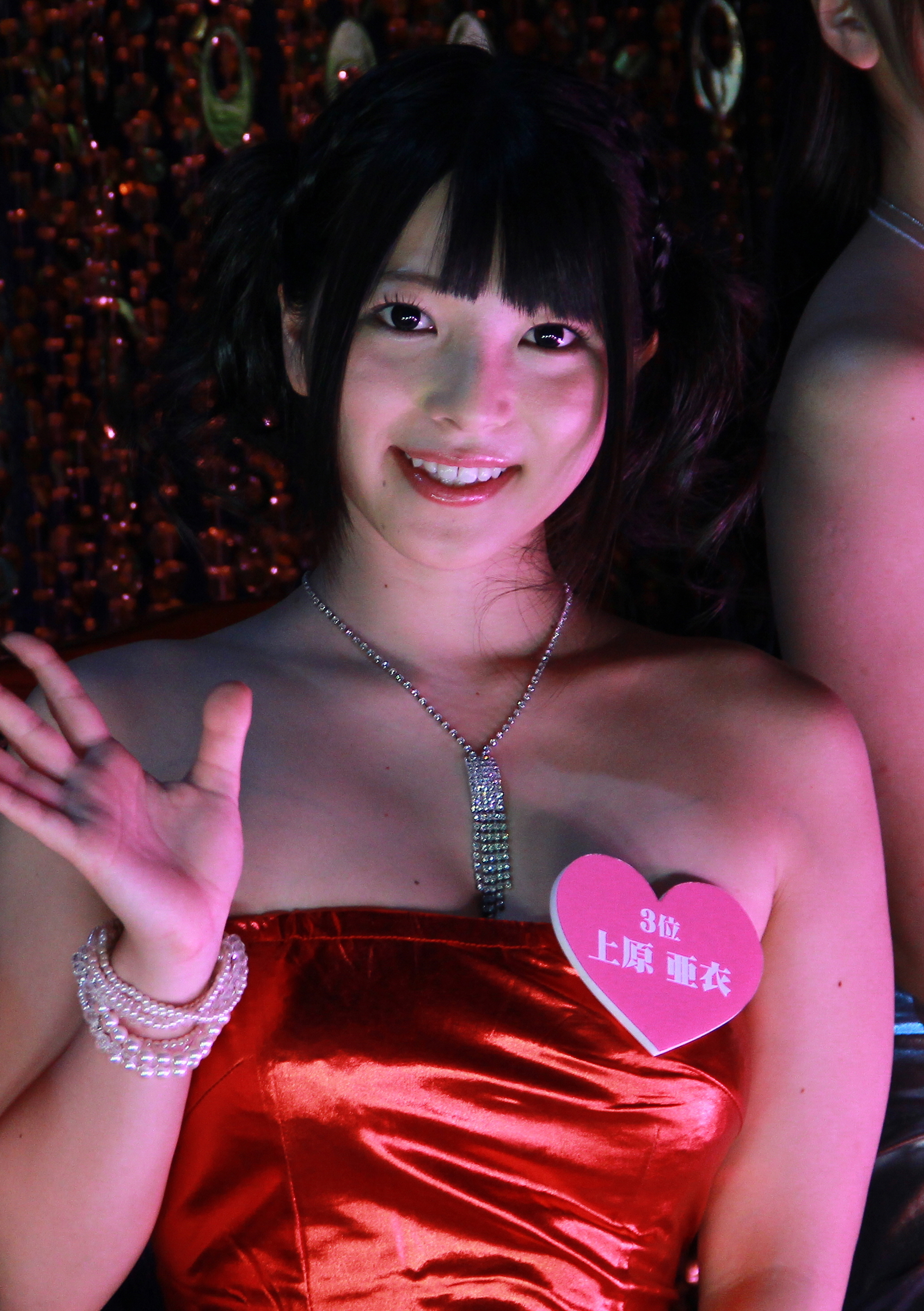
Уэхара в 2014 году, Токио

- Ai Uehara: Collector’s Edition (2013)
- Anal Creampie Fuck (2013)
- Anal Ravaged Young Wife (2013)
- AV Actress vs Her Brother (2013)
- Bathing Time 2 (2013)
- Beautiful Hip Girl (2013)
- Creampie Because I Love You (2013)
- Creampie Hot Spa (2013)
- Double Real Creampie Special (2013)
- Gal Private Teacher (2013)
- Erotic School Girls (2013)
- Ichigeki (2013)
- JKP Gang Rape (2013)
- Lesbian Ai (2013)
- Lewd School Girl (2013)
- Lovely Girl Anal Doll Collection 2 (2013)
- My Classmate is a Soaplady (2013)
- Night Crawing 6 (2013)
- Non Stop Fuck (2013)
- Number One AV Idol (2013)
- Obedient Girl (2013)
- Outdoor Breeding 3 (2013)
- Outdoor Splash (2013)
- Premium Double Splash (2013)
- Real Creampie (2013)
- Real Creampie Special (2013)
- Real Time Lovers (2013)
- Record of Hypnosis Lab 5 (2013)
- School Girl Soapland (2013)
- Shake Hip Dildo Onanie (2013)
- Splash 4 (2013)
- Splash Creampie Fuck (2013)
- Splash Maid (2013)
- Splash Sex (2013)
- Teasing Four Sisters (2013)
- Teasing the Student Teacher (2013)
- Two Beautiful Girls (2013)
- Young Wife Lifestyle (2013)
- All Night Drunk Creampie (2014)
- Anal Fuck (2014)
- Bukkake Creampie Anal Fuck (II) (2014)
- Cohabitant Life with a Careless Sister (2014)
- Cosplay Fantasy (2014)
- Creampie at Share House (2014)
- Creampie Cohabitant Life with Sisters (2014)
- Drug Double Holes Acme Trip (2014)
- Drug Electric Acme 3 (2014)
- Endless Ecstasy (2014)
- Erotic Lesbian Play with Drug (2014)
- Pure Girls in School Uniform (2014)
- Real Creampie from Back (2014)
- Splash Game of Death (2014)
- Sweet Temptation of School Girl in Black Pantyhose (2014)
- Semen Drunker (2014)
- Special Double Cast (2014)
- Lost Cherry Bus Tour (2014)
- Fan Thanksgiving Festival Creampie Orgy at Fan’s House (2015)
- Legal Rape Academy (2015)